# 斯洪霍芬
斯洪霍芬（荷蘭語：Schoonhoven，荷蘭語：[ˈsxoːnˌɦoːvə(n)] ⓘ）是荷兰南荷兰省的一座城市和旧市镇。该旧市镇2007年人口12,195，面积6.96 km²，其中0.67 km² 为水域。在罗曾堡（Rozenburg）被并入鹿特丹之后，它曾成为荷兰陆地面积最小的市镇。2015年1月1日，斯洪霍芬与市镇下莱克、奥德凯尔克、弗利斯特和贝赫安巴赫特合并为新市镇克林珀讷瓦尔德（Krimpenerwaard）。